# أمعاء البحر
أمعاء البحر (بالصينية المبسطة:海肠) ،(بالصينية التقليدية: 海腸) وتنطق هايچانگ بجيم معطشة وكاف مقاربة للجيم المصرية ،(باليايبانية: 螠虫 أو ユムシ) وتنطق يوموشي (بالكورية:개불) وتنطق كيبول ،(اسمها العلمي:Urechis unicinctus) هي نوع من شوكيات الذيل شهيرة في كلٍ من اليابان والصين وكوريا كطبق بحري.

## معيشتها
تعيش أمعاء البحر في جحور من الرمال والطين.

## أمعاء البحر في المطبخ الآسيوي
عادة تؤكل مع الملح و زيت السمسم في كوريا. وفي المطبخ الصيني تؤكل مقلية مع الخضار ،أو مجففة.تستخدم أحيانًا كطعم للأسماك.